# Erik van der Meer
Erik van der Meer (ur. 7 lipca 1967 w Utrechcie) – holenderski piłkarz, grający na pozycji obrońcy, trener piłkarski.

## Kariera piłkarska

### Kariera klubowa
Wychowanek klubów VV RUC i USV Elinkwijk. W 1985 rozpoczął karierę piłkarską w miejscowym FC Utrecht. W 1995 przeszedł do SC Cambuur. W 1996 wyjechał za granicę, gdzie bronił barw belgijskiego Beerschot Antwerpia oraz belgijskiego Realu Murcia. Latem 1997 powrócił do ojczyzny, gdzie zasilił skład BV Veendam, w którym zakończył karierę piłkarza w roku 1999.

### Kariera reprezentacyjna
Występował w juniorskiej i młodzieżowej reprezentacji Holandii.

## Kariera trenerska
Po zakończeniu kariery piłkarza rozpoczął pracę szkoleniowca. Najpierw w latach 2002–2004 prowadził młodzieżową drużynę FC Utrecht. Potem pomagał trenować RBC Roosendaal. Od stycznia do grudnia 2007 roku trenował amatorski zespół Vv SHO, a następnie na początku przyszłego roku, na zaproszenie swojego rodaka Marka Votte został jego asystentem w katarskim klubie Al Ahli Ad-Dauha. Ale latem 2008 roku cały sztab trenerski opuścił zespół. W 2009 roku prowadził inny holenderski zespół amatorski, tym razem DOVO Veenendaal. W styczniu 2010 roku stał na czele Al Ahli Ad-Dauha, którym kierował aż do końca roku, po czym został dyrektorem sportowym innego katarskiego zespołu Al-Shamal SC, ale po miesiącu odszedł z klubu. W lutym 2011 roku przeniósł się do struktury ukraińskiego Metałurha Donieck, w którym koordynował juniorskie i młodzieżowe trendy w Akademii Piłkarskiej, a także w 2014 roku prowadził zespół U-19. W 2015 roku pracował w malezyjskim klubie Frenz United. 16 stycznia 2016 roku został mianowany na stanowisko głównego trenera Stali Dnieprodzierżyńsk, którym kierował do 10 sierpnia 2016.